# Sant Esteve de la Sarga
Sant Esteve de la Sarga (em catalão e oficialmente) ou San Esteban de la Sarga (em castelhano) é um município da Espanha na comarca de Pallars Jussà, província de Lérida, comunidade autónoma da Catalunha. Tem 92,1 km² de área e em 2021 tinha 122 habitantes (densidade: 1,3 hab./km²).

## Demografia
| Variação demográfica do município entre 1991 e 2004 [carece de fontes?] | Variação demográfica do município entre 1991 e 2004 [carece de fontes?] | Variação demográfica do município entre 1991 e 2004 [carece de fontes?] | Variação demográfica do município entre 1991 e 2004 [carece de fontes?] |
| ----------------------------------------------------------------------- | ----------------------------------------------------------------------- | ----------------------------------------------------------------------- | ----------------------------------------------------------------------- |
| 1991                                                                    | 1996                                                                    | 2001                                                                    | 2004                                                                    |
| 87                                                                      | 116                                                                     | 108                                                                     | 114                                                                     |